# Margit Gerle
Margit Gerle (ur. 7 stycznia 1949 w Mezőberény) – węgierska ceramiczka i rzeźbiarka, laureatka nagrody Noémi Ferenczy.

## Wykształcenie
W latach 1968–1973 studiowała na Uniwersytecie Sztuki i Projektowania w Budapeszcie, obecnym (Moholy-Nagy Művészeti Egyetem). Uczyli ją Árpád Csekovszky, György Jánossy i Imre Földes. W latach 1974–1975 była nauczycielką w segedyńskiej Artystycznej Średniej Szkole Zawodowej Tömörkény (Tömörkény Művészeti Szakközépiskola), a w latach 1976–1977 i w 1988 r. w Siklósu. Od 1977 r. zaczęła uczestniczyć w wystawach. W latach 1978–1986 była stałą uczestniczką Krajowych Biennale Ceramicznych (Országos Kerámia Biennálé). W 1981 r. została stypendystką w Finlandii. W latach 1983, 1986, 1994 i 2004 działała jako stypendystka w Nemzetközi Kerámia Stúdió (Międzynarodowym Studiu Ceramicznym) w Kecskemécie. W 1985 r. miała stypendium w Collegium Hungaricum Róma w Rzymie. W latach 1990–1993 uczyła w swojej alma mater, na Uniwersytecie Sztuki i Projektowania w Budapeszcie. W 1996 została stypendystką w Hiszpanii. W 2005 r. uzyskała doktorat.

## Życie osobiste
Jej mąż, József Benes (1936–2017), był grafikiem.

## Ważniejsze dzieła
- Falikerámiák (Ceramika naścienna) (Óföldeák (1980), Tömörkény (1985), Csongrád (1989), Makó (1990), Paks (1991), Kecskemét (1994), Baja (1995))
- Homlokzati díszek (Dekoracje elewacyjne) (Mezőberény (1987), Budafok (1997), Kecskemét (1997))
- Virágtartó edények (Doniczki) (Szolnok (1988), Orosháza (1992))
- Szökőkutak (Fontanny) (Siófok (1993))
- Emlékművek (Pomniki) (Tiszakürt (1991))[1]

## Wystawy

### Indywidualne
- 1977, 1987, 1992, 2002, 2005 Budapeszt
- 1979 Segedyn, Subotica
- 1980 Berlin, Balatonboglár
- 1982 Segedyn
- 1984 Wiedeń
- 1985 Gyula
- 1986 Szentes
- 1992, 2004 Kecskemét[2]

### Zbiorowe
- 1978, 1980, 1982, 1984, 2004, 2006 Pecz
- 1980 Subotica, Budapeszt
- 1983, 1991, 1993, 1995-1996, 2003-2004 Budapeszt
- 1984 Wieden, Zagrzeb
- 1985 Rzym
- 1986 Paryż
- 1987 Zagrzeb
- 1994 Wiedeń, Praga
- 1996 Szentendre, Belgrad
- 1997 Győr, Praga
- 2004 Kecskemét
- 2011 Segedyn[2]

### Nagrody i wyróżnienia
- X. Országos Kerámia Biennálé (X Krajowe Biennale Ceramiczne) II nagroda (1988)
- A Kecskeméti Téli Tárlat Iparművészeti Díja () (1990, 1992)
- XII. Országos Kerámia Biennálé (XII Krajowe Biennale Ceramiczne) nagroda specjalna (1992)
- Nagroda na Nemzetközi Kerámia Triennálé (Międzynarodowym Triennale Ceramicznym) (1996, Belgrad)
- A kecskeméti Tavaszi Fesztivál (Kecskemécki Festiwal Wiosenny) nagroda specjalna (1997)
- Nagroda na Nemzetközi Képzőművészeti Pályázat Fesztivál (Międzynarodowym Festiwalu Artystycznym) (Neuschönau, 2002)
- Műhely – jubileumi kiállítás (wystawa jubileuszowa), Bács-Kiskun Megye Művészetéért Alapítvány díja (Nagroda Fundacji Komitatu Bács-Kiskun za Twórczość) (Kecskemét, 2002)
- nagroda Noémi Ferenczy (2005)
- Bács-Kiskun Megye Művészetéért-díj (Nagroda Komitatu Bács-Kiskun za Twórczość) (2006)[2]